# Calle Jonzon
Carl (Calle) Vilhelm Jonzon, född 18 januari 1916 på Lövåsen i Katrineholm, död 2008, var en svensk tecknare och grafiker. Han var gift med Runa Margit Elvira Ramzén.

## Biografi
Jonzon ville tidigt bli konstnär och utbildade sig vid en konstskola, men hans mor ansåg att det inte var något riktigt yrke. Istället blev det jobb som springschas på olika företag tills han kom till Birger Anderssons boktryckeri och bokbinderi; där lärde han sig hur man sätter och trycker. Under två–tre månader cyklade han runt i landet med skissblock och pennor. 
Jonzon var som konstnär huvudsakligen autodidakt. Han ställde ut separat i Katrineholm 1954 och tillsammans med Arne Hellberg och Lennart Sandfjord 1955, samt med föreningen Graphica i Lund; internationellt ställde han ut i bland annat Paris och Chicago.
Han tilldelades ett vistelsestipendium på San Michele.
Hans konst består av teckningar och grafiska blad med landskap och växter. Jonzon är representerad vid  Moderna museet och Katrineholms kommun.
Föreningen Vråfolket har fått hans motiv över stenåldershyddorna, som sedan har mångfaldigats. Till Unicef skänkte han upphovsrätten för tio motiv att användas som underlag till kort. Pengarna som kom in för korten gick till hjälp åt nödlidande barn.